# Hore-Taram-Foulbé
Pour les articles homonymes, voir Hore.
Hore-Taram-Foulbé est un village de la commune de Banyo situé dans la région de l'Adamaoua et le département du Mayo-Banyo au Cameroun.

## Population
En 1967, Hore-Taram-Foulbé comptait 467 habitants, principalement Foulbe.
Lors du recensement de 2005, 1 809 personnes y ont été dénombrées.